# Cần Nông
Cần Nông là một xã thuộc huyện Hà Quảng, tỉnh Cao Bằng, Việt Nam.

## Địa lý
Xã Cần Nông nằm ở phía tây bắc huyện Hà Quảng, có vị trí địa lý:
- Phía đông giáp xã Cần Yên
- Phía tây giáp huyện Bảo Lạc
- Phía nam giáp xã Lương Thông
- Phía bắc giáp Trung Quốc.

Xã Cần Nông có diện tích 25,59 km², dân số năm 2019 là 2.001 người, mật độ dân số đạt 78 người/km².
Trên địa bàn xã có thung lũng Rì, núi Nà Tềnh, núi Nặm Hùm thuộc dãy núi Nặm Hùm, núi Nong Ti Ai và lũng Suốn. Các suối chảy qua xã là suối Khau Dựa, suối Khuổi Sói, suối Nặm Đông, suối Ngườm Quốc.

## Hành chính
Xã Cần Nông được chia thành 10 xóm: Khau Dựa, Nà Ca, Nà Cuổn, Nà Rài, Lũng Suốn, Nặm Đông, Phiêng Phán, Tả Cáp, Tềnh Quốc, Thua Bó.

## Lịch sử
Ngày 13 tháng 12 năm 2007, Chính phủ ban hành Nghị định 183/2007/NĐ-CP về việc thành lập xã Cần Nông thuộc huyện Thông Nông trên cơ sở điều chỉnh 2.338 ha diện tích tự nhiên và 1.652 người của xã Cần Yên.
Đến năm 2019, xã Cần Nông được chia thành 15 xóm: Bó Thẩu, Khau Dựa, Lũng Rì, Nà Ca, Nà Én, Nà Cuổn, Nà Rài, Nà Tềnh, Lũng Suốn, Nặm Đông, Nặm Dựa, Ngườm Quốc, Phia Rạc, Phiêng Phán, Thua Bó.
Ngày 9 tháng 9 năm 2019, Hội đồng Nhân dân tỉnh Cao Bằng ban hành Nghị quyết số 27/NQ-HĐND về việc:
- Sáp nhập ba xóm Bó Thẩu, Nặm Dựa, Nà Én thành xóm Tả Cáp
- Sáp nhập hai xóm Lũng Rỳ và Phia Rạc vào xóm Nặm Đông
- Sáp nhập hai xóm Nà Tềnh và Ngườm Quốc thành xóm Tềnh Quốc.

Ngày 1 tháng 2 năm 2020, sáp nhập toàn bộ diện tích và dân số của huyện Thông Nông trở lại huyện Hà Quảng. Xã Cần Nông thuộc huyện Hà Quảng như hiện nay.